# Mouse Peak
Mouse Peak är en bergstopp i Antarktis. Den ligger i Västantarktis. Argentina, Chile och Storbritannien gör anspråk på området. Toppen på Mouse Peak är 463 meter över havet. Mouse Peak ingår i Princess Royal Range.
Terrängen runt Mouse Peak är varierad. Havet är nära Mouse Peak åt nordost. Trakten är glest befolkad. Närmaste befolkade plats är Rothera Research Station, 18,1 kilometer söder om Mouse Peak. 